# Araneus ramulosus
Araneus ramulosus là một loài nhện trong họ Araneidae.
Loài này thuộc chi Araneus. Araneus ramulosus được Eugen von Keyserling miêu tả năm 1887.